# Thanh Hải (nhà thơ)
Thanh Hải (tên thật Phạm Bá Ngoãn; 1930-1980) là nhà thơ Việt Nam, được truy tặng Giải thưởng Nhà nước về Văn học nghệ thuật năm 2001.

## Tiểusử
Nhà thơ Thanh Hải sinh ngày 4 tháng 11 năm 1930 tại xã Phong Bình, huyện Phong Điền, tỉnh Thừa Thiên Huế.
Ông xuất thân trong một gia đình trí thức nghèo. Khi 17 tuổi, Thanh Hải đã tham gia cách mạng ở huyện Hương Thủy và làm chính trị viên cho Đoàn văn công Thừa Thiên Huế.
Giai đoạn 1954 - 1964, ông làm cán bộ tuyên huấn ở tỉnh. Trong các năm 1964 - 1967, ông phụ trách báo Cờ giải phóng của thành phố Huế.
Từ sau năm 1975, ông làm Tổng thư ký Hội Văn nghệ Bình Trị Thiên, đồng thời là Ủy viên thường vụ Hội Liên hiệp văn học nghệ thuật Việt Nam, Ủy viên Ban chấp hành Hội Nhà văn Việt Nam.
Ông qua đời vào ngày 15 tháng 12 năm 1980 do căn bệnh hiểm nghèo xơ gan cổ trướng. 

## Sự nghiệp
Thanh Hải có 5 tập thơ, gồm: Ánh mắt, Người đồng chí trung kiên, Huế mùa xuân, Mùa xuân nho nhỏ và Mưa xuân đất này.
Bài thơ Mùa xuân nho nhỏ được ông viết lúc đang nằm Bệnh viện Trung ương Huế trước lúc qua đời một thời gian.
Năm 2001, ông được truy tặng Giải thưởng Nhà nước về Văn học nghệ thuật với các tập thơ: Những đồng chí kiên trung, Tuyển thơ Thanh Hải.

## Tác phẩm chính
- Ánh Mắt (1956)
- Những đồng chí trung kiên (1962)
- Huế mùa xuân (tập 1-1970, tập 2-1975)
- Mùa xuân nho nhỏ (11/1980) (được nhạc sĩ Trần Hoàn phổ nhạc tháng 12/1980)
- Mưa xuân đất này (1982).

## Nhận xét
| “                                    | Cuộc đấu tranh bền bỉ, anh dũng của nhân dân miền Nam của nhân dân Thừa Thiên, là nguồn cảm hứng chủ yếu của thơ Thanh Hải. Sau năm 1975, thơ ông càng chín hơn. Bài "Mùa xuân nho nhỏ" là một món quà mà Thanh Hải đã dành tặng cho cuộc đời (1980, làm trên giường bệnh trước khi mất không lâu) là thành công tiêu biểu hơn cả. Nói chung, thơ ông chân thật, bình dị, đôn hậu và chân thành. Đối với nền thơ chống Mỹ của miền Nam, Thanh Hải là một trong những cây bút có nhiều đóng góp... | ” |
| — nhà nghiên cứu văn học Trần Hữu Tá | |   |

## Vinh danh
- Giải thưởng Nhà nước về Văn học nghệ thuật năm 2001 (truy tặng)

### Giải thưởng văn học
- Giải thưởng văn học Nguyễn Đình Chiểu (1965)
- Giải nhất cuộc thi thơ của tuần báo Thống nhất (1959).
- Giải nhì cuộc thi thơ của tuần báo Thống nhất (1962).[5]

## Gia đình
Cha ông làm nghề dạy học, mẹ ông là nông dân. Ông có hai em trai là Phạm Bá Chất và Phạm Bá Liên đều tham gia hoạt động cách mạng. 

## Sách tham khảo
- Trần Hữu Tá, mục từ Thanh Hải, in trong Từ điển văn học (bộ mới). Nhà xuất bản thế giới, 2004.
- Phong Lê, bài viết về Thanh Hải in trong Nhà thơ Việt Nam hiện đại. Viện văn học tổ chức biên soạn, nhà xuất bản Khoa học Xã hội ấn hành năm 1984 tại Hà Nội.